# Трёхногий Ли сотрясает врата ада
«Трёхногий Ли сотрясает врата ада» (кит. 李三腳威震地獄門) — фэнтезийная кинокомедия с боевыми искусствами. Фильм также известен под названием «Дракон снова оживает» (англ. The Dragon Lives Again).
Сюжет фильма разворачивается в Диюе (преисподняя в китайской мифологии), куда прибывает недавно умерший Брюс Ли и объединяет свои усилия с одноруким меченосцем, Кейном и моряком Попаем, чтобы предотвратить захват власти, планируемый Дракулой, ковбоем-одиночкой и другими знаменитыми персонажами.

## Сюжет
После своей преждевременной смерти Брюс Ли просыпается и обнаруживает, что попал в преисподнюю. Здесь он встречает владыку ада и его подданных. После вопроса о могуществе, владыка качает столб, который вызывает землетрясение во всём подземном царстве, что приводит Брюса в замешательство.
Брюс идёт в ресторан, где знакомится с Квай Чан Кейном, одноруким меченосцем и моряком Попаем. Он также сталкивается с шайкой преступников, включающих вампира, Джеймса Бонда, Дзатоити и ковбоя-одиночку, которые в последнее время терроризируют обитателей загробного царства. Чтобы противостоять частым нападениям со стороны банды, Брюс открывает школу боевых искусств, чтобы помочь жителям защитить себя. Между тем криминальная группировка, включающая крёстного отца, экзорциста и Эммануэль, раскрывает свой план по перевороту ради захвата преисподней. В соответствии с планом они посылают Эммануэль, чтобы та устроила владыке-развратнику энергичный секс в надежде, что у него случится сердечный приступ. В то же время группировка посылает вампира на поединок с Брюсом. План не срабатывает, оставляя вампира мёртвым, а Брюс находит у своего оппонента письменные документы, который тот нёс как доказательство движения против владыки ада. Получив документы от Брюса, владыка выражает ему благодарность и делает его капитаном охраны.
Брюс переживает серию победоносных схваток с потенциальными захватчиками власти, в одиночку пресекая попытку переворота, но, тем не менее, выражает недовольство злоупотреблениями владыки. Вскоре Брюс решает встретиться с ним лицом к лицу. Однако владыка приходит на встречу с Чжун Куем, который созывает банду демонов на борьбу с Брюсом. Схватка оказывается трудной для Брюса, но Квай Чан Кейн, однорукий меченосец и Попай прибывают в самый последний момент на помощь своему другу.
В конце концов, Брюс и компания одерживают победу, а владыка просит пощады, поскольку жители преисподней приходят на место. Властитель ада предлагает Брюсу всё за свою жизнь, включая трон, но герой отвергает предложение. Брюс позволяет владыке сохранить своё место при условии, что тот вернёт его на Землю и будет хорошо обращаться со своим народом. Владыка исполняет желание: на глазах у всех Брюс отправляется на Землю.

## В ролях
| Актёр/актриса   | Персонаж            | Оригинальное имя персонажа | Описание персонажа |
| --------------- | ------------------- | -------------------------- | --- |
| Брюс Люн        | Трёхногий Ли        | 李三脚                     | Брюс Ли, киноактёр и мастер боевых искусств. |
| Син Ил Лён      | Крёстный отец       | 教父                       | Вито Корлеоне, главный герой романа Марио Пьюзо «Крёстный отец» (1969) и основанного на нём фильма 1972 года Фрэнсиса Форда Копполы.                            |
| Тхон Чин        | владыка ада         | 閻羅王                     | |
| Александр Гранд | Джеймс Бонд         | 占士邦                     | Главный персонаж романов британского писателя Яна Флеминга и серии фильмов о вымышленном агенте MI6.                                                            |
| Дженни          | Эммануэль           | 艾曼妞                     | Героиня серии французский эротических романов Эмманюэль Арсан и ряда фильмов.                                                                                   |
| Сарина Сай      | Хуа Сяомань         | 華小曼                     | |
| Чжан Ли         | однорукий меченосец | 獨臂刀                     | Фан Ган, главный герой гонконгской кинотрилогии — «Однорукий меченосец» (1967), «Возвращение однорукого меченосца» (1969) и «Новый однорукий меченосец» (1971). |
| Хонь Куокчхой   | Квай Чан Кейн       | 草蜢仔                     | Главный герой американского телесериала «Кунг-фу» (1972—1975).                                                                                                  |
| Лау Ятфань      | 369                 | 三六九                     | Персонаж из гонконгского фильма «Дом 72 арендаторов» (1973). |
| Лау Вайю        | Ян-гуйфэй           | 楊貴妃                     | Китайская наложница времён династии Тан. |
| Фон Е           | Экзорцист           | 驅魔人                     | Отец Ланкестер Меррин, персонаж американского романа «Экзорцист» (1971) и одноимённого фильма 1973 года.                                                        |
| Кха Ва          | ковбой-одиночка     | 獨行俠                     | Человек без имени, главный герой «долларовой трилогии» спагетти-вестернов Серджо Леоне.                                                                         |
| Ку Мин          | Чжао Фэйянь         | 趙飛燕                     | Императрица времён китайской династии Хань. |
| Сань Куай       | Чжун Куй            | 鍾馗                       | «Победитель привидений и демонов» в китайской мифологии. |
| Вон Кахун       | слепой рыцарь       | 盲俠                       | Дзатоити, массажист-костоправ и искусный фехтовальщик, главный персонаж японской серии фильмов и телевизионных сериалов.                                        |
| Фу Лай          | кокетливая вдова    | 騷寡婦                     | |
| Юнь Сиутхинь    | Хуа То              | 華佗                       | Китайский медик времён династии Хань. |
| Эрик Цан        | моряк Попай         | 大力水手                   | Герой американских комиксов и мультфильмов. |
| Чён Хэй         | вампир              | 吸血彊屍                   | Дракула, заглавный персонаж и главный антагонист романа Брэма Стокера «Дракула» (1897).                                                                         |
| Чау Кат         | Паньгуань           | 判官                       | Чиновник при владыке ада, ведущий учёт жизни и смерти, в китайской мифологии.                                                                                   |
| Чань Сён        | 258                 | 二五八                     | Персонаж из гонконгского фильма «Дом 72 арендаторов» (1973). |
| Лён Тхай        | Гао Лиши            | 高力士                     | Китайский евнух и чиновник времён династии Тан. |

## Съёмочная команда
- Компания: Goldig Films (H.K.)
- Продюсер: Алекс Гоу
- Исполнительный продюсер: Х. Гозали
- Режиссёр: Ло Кхэй
- Авторы сценария: Лён Вай, Кэй Сэк (Ло Кхэй)
- Ассистенты режиссёра: Эрик Цан, Лён Вай
- Постановщики боевых сцен: Брюс Люн, Лён Сиучхун
- Монтаж: Чён Куоккхюнь
- Художник по гриму: Лай Сиува
- Дизайнер по костюмам: Кун Цюанькай
- Оператор: Хо Мин
- Композитор: Фрэнки Чань[англ.]

## Реакция кинокритиков
Грэм Кларк (The Spinning Image): 
По мере того, как выходят фильмы Bruceploitation, The Dragon Lives Again — один из самых чокнутых, и даже имеет счастливый финал, где наш герой-суперзвезда улетает, чтобы возродиться.

Джош Мартин (Austin Asian American Film Festival): 
The Dragon Lives Again — один из тех чудаков, который вызывает путаницу у многих зрителей — фильм такой чудной, такой невероятно непродуманный, что его невозможно было сделать специально.